# ユープランニング
ユープランニング（YouPlanning）は、日本のアダルトビデオメーカーである。
2025年現在もリリースを続けている。

## 主なシリーズ
- やり狂う！スケベなセフレ達 - 100作を超えている。

### 過去のシリーズ
- EROGAL - 1980年代渋谷のガングロギャルもの。
- おじさんがイイコト教えてあげるよ。でも、ナイショだよ！ - 監督:渋谷伝説。2014年のシリーズ。
- スポスポスポーツ - 50作ほど発売。
- ぴちっ娘スポーツ - 20作ほど発売。